# Room service
Room service er det niende studiealbum fra den danske rockmusiker Johnny Madsen, udgivet i 1997.

## Numre
1. "En nat på Jorden" – 4:13
2. "Havanna" – 3:38
3. "Moulin Rouge" – 3:53
4. "Der bli'r nok en by her engang" – 5:09
5. "Old House Peking Blues" – 3:34
6. "Lasternes balkon" – 3:24
7. "Nat over byen" – 3:50
8. "Cadillac" – 3:00
9. "Vejen til Warszawa" – 4:05
10. "Lenny & Mr. Novak" – 2:59
11. "Den rejsendes dag" – 4:05